# Culture de Novotcherkassk
Les cultures de Tchernogorovka et de Novotcherkassk (900 av. J.-C. à 650 av. J.-C.) sont des cultures de l'âge du fer des steppes d'Ukraine et de Russie, sis au milieu du Prout et du Don inférieur. Ce sont des cultures pré-scythiques associées aux Cimmériens. 
En 1971 le tumulus Vysokaja Mogila (tombes numéro 2 et 5) était fouillé dans le bassin du Dniepr inférieur. Le tombeau numéro 5 date de la période tardive du Tchernogorovka (900 - 700 av. J.-C.) et le tombeau numéro 2 de la période la plus récente du Novotcherkassk (750 - 650 av. J.-C.).  
La culture Novotcherkassk s'étend sur un plus grand territoire entre le Danube et la Volga et est associée aux artéfacts thraco-cimmériens d'Europe oriental.